# David Nutter
David Nutter, né en 1960, est un réalisateur américain.

## Biographie
David Nutter a étudié à l'université de Miami. En tant que réalisateur, il s'est fait connaître en réalisant 15 épisodes de la série télévisée X-Files : Aux frontières du réel, dont certains classiques de la série comme Projet Arctique, Le Message, Le Retour de Tooms, Le Fétichiste et Voyance par procuration. Il a dès lors travaillé pour de nombreuses séries télévisées et s'est notamment spécialisé dans la réalisation d'épisodes pilotes. Au cinéma, il a réalisé le film Comportements troublants (1998).
Il a remporté le Primetime Emmy Award de la meilleure réalisation pour une mini-série ou un téléfilm en 2002 pour sa participation à la mini-série Frères d'armes, et le prix Hugo du meilleur épisode de série télévisée en 2014 pour l'épisode Les Pluies de Castamere de Game of Thrones.

## Filmographie

### Cinéma
- 1994 : Trancers 4: Jack of Swords (en)
- 1994 : Trancers 5: Sudden Deth (en)
- 1998 : Comportements troublants

### Télévision
- 1987-1990 : 21 Jump Street (série télévisée, 3 épisodes)
- 1989-1992 : Superboy (série télévisée, 21 épisodes)
- 1993-1995 : X-Files : Aux frontières du réel (série télévisée, 15 épisodes)
- 1996-1997 : Millennium (série télévisée, 4 épisodes)
- 1996-2002 : Urgences (série télévisée, 5 épisodes)
- 1999 : Roswell (série télévisée, 3 épisodes)
- 2001 : Smallville (série télévisée, épisode pilote)
- 2001 : Frères d'armes (mini-série, épisode 4)
- 2002-2003 : FBI : Portés disparus (série télévisée, 3 épisodes)
- 2005 : Supernatural (série télévisée, 2 épisodes)
- 2005-2011 : Entourage (série télévisée, 10 épisodes)
- 2008 : Terminator : Les Chroniques de Sarah Connor (série télévisée, 3 épisodes)
- 2008 : Mentalist (série télévisée, 2 épisodes)
- 2012 : Arrow (série télévisée, épisode pilote)
- 2014 : The Flash (série télévisée, 2 épisodes)
- 2012-2019 : Game of Thrones (série télévisée, 9 épisodes)

## Récompense
- Primetime Emmy Awards 2015 : Meilleure réalisation pour Game of Thrones